# Ophidiogorgia kuekenthali
Ophidiogorgia kuekenthali är en korallart som först beskrevs av Gravier 1913.  Ophidiogorgia kuekenthali ingår i släktet Ophidiogorgia och familjen Primnoidae.
Artens utbredningsområde är Södra Ishavet. Inga underarter finns listade i Catalogue of Life.